# 마우리시오 피네다
마우리시오 엑토르 피네다(스페인어: Mauricio Héctor Pineda, 1975년 7월 13일, 부에노스 아이레스 ~)는 아르헨티나의 전직 프로 축구 선수로, 현역 시절 수비수로 활약했다. 그는 아르헨티나 국가대표팀 일원으로 1998년 월드컵에 참가해 크로아티아와의 조별 리그 최종전에서 결승골을 기록했다.

## 수상
우디네세
- 인터토토컵: 2000[2]